# Zasłonak jasnobrązowy
Zasłonak jasnobrązowy (Cortinarius semivestitus M.M. Moser) – gatunek grzybów należący do rodziny zasłonakowatych (Cortinariaceae).

## Systematyka i nazewnictwo
Pozycja w klasyfikacji według Index Fungorum: Cortinarius, Cortinariaceae, Agaricales, Agaricomycetidae, Agaricomycetes, Agaricomycotina, Basidiomycota, Fungi.
Po raz pierwszy opisał go w 1968r. Meinhard Michael Moser w Szwecji. Synonim: Cortinarius fusisporus var. olivaceodepressus Reumaux 2010. Andrzej Nespiak w 1981 r. nadał mu polską nazwę zasłonak przyodziany, Władysław Wojewoda w 2003 r. zarekomendował nazwę zasłonak jasnobrązowy.

## Występowanie i siedlisko
Podano stanowiska w Europie, Ameryce Północnej i Azji. W Polsce W. Wojewoda w 2003 r. przytoczył 4 stanowiska, w późniejszych latach podano następne.
Naziemny grzyb mykoryzowy występujący w lasach iglastych pod sosnami i świerkami.